# ウィリアム・ワーズワース (作曲家)
ウィリアム・ブロックレスビー・ワーズワース（William Brocklesby Wordsworth、1908年12月17日 - 1988年3月10日）は、スコットランドの作曲家。
ロンドン出身。1921年から1931年まで和声と対位法をジョージ・オールドロイドに学び、1934年から1936年までエディンバラ大学でドナルド・フランシス・トーヴィーに師事した。イングランドに居住していたが、1961年にスコットランドのインヴァネスシャーに移り、スコットランド作曲家協会の設立に尽力した。100を超える作品はロマン主義的な調性音楽が主である。

## 作品

### 管弦楽曲
- 交響曲第1番～第8番
- ピアノ協奏曲（1946）
- ヴァイオリン協奏曲（1955）
- チェロ協奏曲（1962）

### 室内楽曲
- 弦楽四重奏曲第1番（1941）
- 弦楽四重奏曲第2番（1944）
- 弦楽四重奏曲第3番（1947）
- 弦楽四重奏曲第4番（1950）
- 弦楽四重奏曲第5番（1957）
- 弦楽四重奏曲第6番（1964）
- ヴィオラとピアノのための間奏曲 （1935）
- ヴィオラとピアノのためのソナチネ　ニ長調　作品71 （1961）
- ヴィオラとピアノのための３つの小品 （前奏曲、悲歌、スケルツォ）作品93 （1972）
- ヴィオラとギターのためのカンヴァセーション・ピース （Conversation Piece） 作品113 （1983）

### 独唱曲
- 声、ヴィオラとピアノのためのシェイクスピアの四つの歌曲 （Four Songs of Shakespeare）作品103 （1977）

## 文献
- Randel, Don Michael (1996). The Harvard Biographical Dictionary of Music. Cambridge, Mass.: Belknap Press of Harvard University Press. pp. 995. ISBN 0-674-37299-9. OCLC 34553491